# Reimarus (cràter)
Reimarus és un cràter d'impacte, ubicat a la part sud-est de la cara visible de la Lluna. L'extrem sud-oriental erosionat del llarg Vallis Rheita discorre just a l'oest del cràter. Al nord-est es troba el cràter més gran i fortament desgastat Vega.

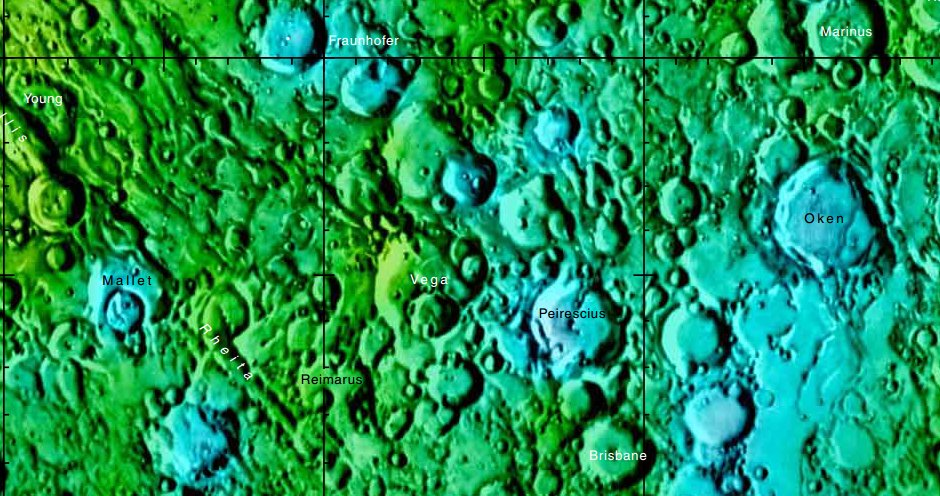
Localització de Reimarus (inferior esquerra de la imatge)
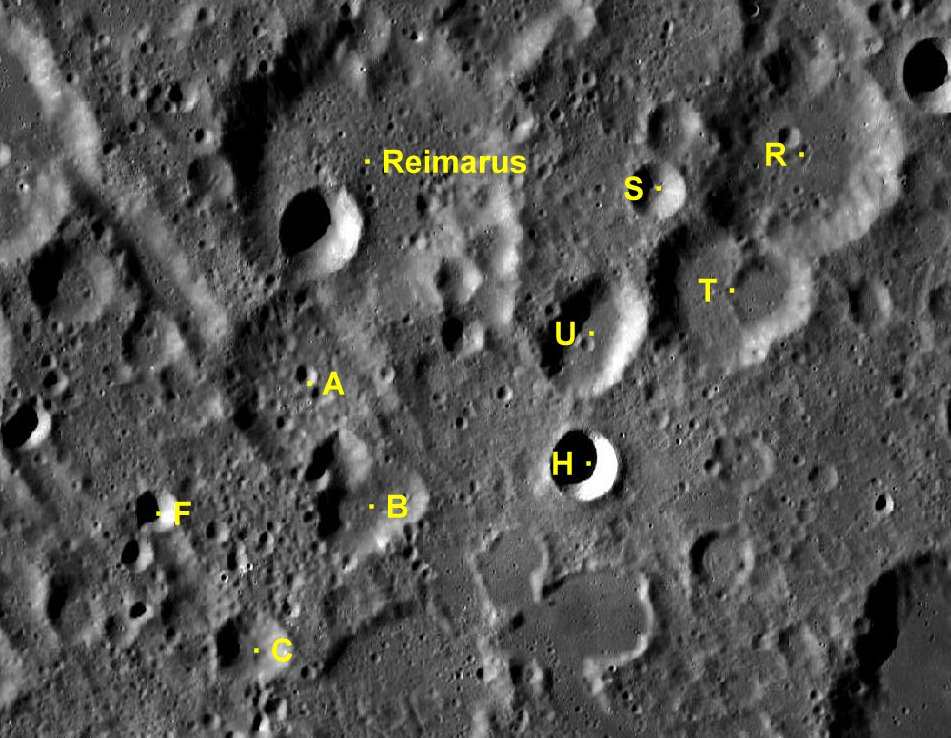
Cràters satèl·lit

Es tracta d'un cràter molt desgastat i erosionat, amb una vora exterior que ha estat interceptada i copejada per múltiples impactes menors, particularment a la meitat occidental. Diversos petits cràters se superposen a la vora de la vora i a les parets interiors, ubicades sobre un terreny exterior generalment elevat i desigual. A la part sud-oest del sòl interior presenta un petit cràter, amb la resta de la planta marcada tan sols per uns petits cràters.

## Cràters satèl·lit
Per convenció aquests elements són identificats en els mapes lunars posant la lletra en el costat del punt central del cràter que està més proper a Reimarus.
| Reimarus | Coordenades                          | Diàmetre |
| -------- | ------------------------------------ | -------- |
| A        | 48° 48′ S, 59° 54′ E / 48.8°S,59.9°E | 29 km    |
| B        | 49° 30′ S, 60° 36′ E / 49.5°S,60.6°E | 16 km    |
| C        | 50° 12′ S, 59° 30′ E / 50.2°S,59.5°E | 11 km    |
| F        | 49° 30′ S, 58° 42′ E / 49.5°S,58.7°E | 7 km     |
| H        | 49° 18′ S, 62° 18′ E / 49.3°S,62.3°E | 10 km    |
| R        | 47° 42′ S, 63° 54′ E / 47.7°S,63.9°E | 35 km    |
| S        | 47° 48′ S, 62° 48′ E / 47.8°S,62.8°E | 9 km     |
| T        | 48° 24′ S, 63° 30′ E / 48.4°S,63.5°E | 24 km    |
| U        | 48° 30′ S, 62° 12′ E / 48.5°S,62.2°E | 20 km    |